# Kyphocarpa cruciata
Kyphocarpa cruciata är en amarantväxtart som först beskrevs av Schinz, och fick sitt nu gällande namn av Schinz. Kyphocarpa cruciata ingår i släktet Kyphocarpa och familjen amarantväxter. Inga underarter finns listade i Catalogue of Life.